# Könnyező rozsdástapló
A könnyező rozsdástapló (Pseudoinonotus dryadeus) a Hymenochaetaceae családba tartozó, Európában és Észak-Amerikában honos, tölgyek törzsén élősködő, nem ehető gombafaj. Egyéb elnevezései: kérges rozsdástapló, könnyező kérgestapló, könnyező likacsosgomba. 

## Elterjedése és termőhelye
Európában és Észak-Amerikában honos. Magyarországon ritka, inkább a síksági tölgyesekben fordul elő. 
Parazita faj, amely melegkedvelő lomberdőkben, élő tölgy, szelídgesztenye tövénél telepszik meg, azok anyagában fehérkorhadást okoz. Egyes években tömeges lehet, míg máskor alig lehet találkozni vele. Júniustól októberig terem.
Nem ehető.

## Megjelenése
A könnyező rozsdástapló termőteste kezdetben gumós-gömbölyded vastag párna, majd konzolossá szélesedik, a fatörzs aljzathoz szélesen csatlakozik. Igen nagy méretű is lehet, szélessége 10-40 (60) cm, vastagsága 3-10 (15) cm, az aljzatból 5-20 cm-re nyúlik előre. Mérete 10-15 x 7-15 cm. Felszíne bársonyos, gödörkékkel borított, amelyekben vörösbarna guttációs cseppek képződnek. Színe fiatalon krémszínű, később narancsbarna kéreg borítja be és csak a növekedési zóna marad krémszínű és választ ki barnás cseppeket.
Alsó termőrétege pórusos; a pórusok sűrűk (3-4/mm), 0,5-2 cm hosszúak. Színük eleinte fehéresszürke, majd sárgásbarna.
Húsa fiatalon puha, lédús, majd szívós, parafaszerű lesz; színe vörösbarna. Íze csersavas.
Spórapora barna. Spórája gömbölyű, sima, mérete 7,5-8,5 x 5,5-6,5 µm.

### Hasonló fajok
A többi Inonotus fajtól a termőtest guttációs cseppjei és gödröcskéi különítik el. A gyantás kérgestapló is csöppeket választ ki, de inkább elpusztult fán nő, kisebb, húsosabb.  

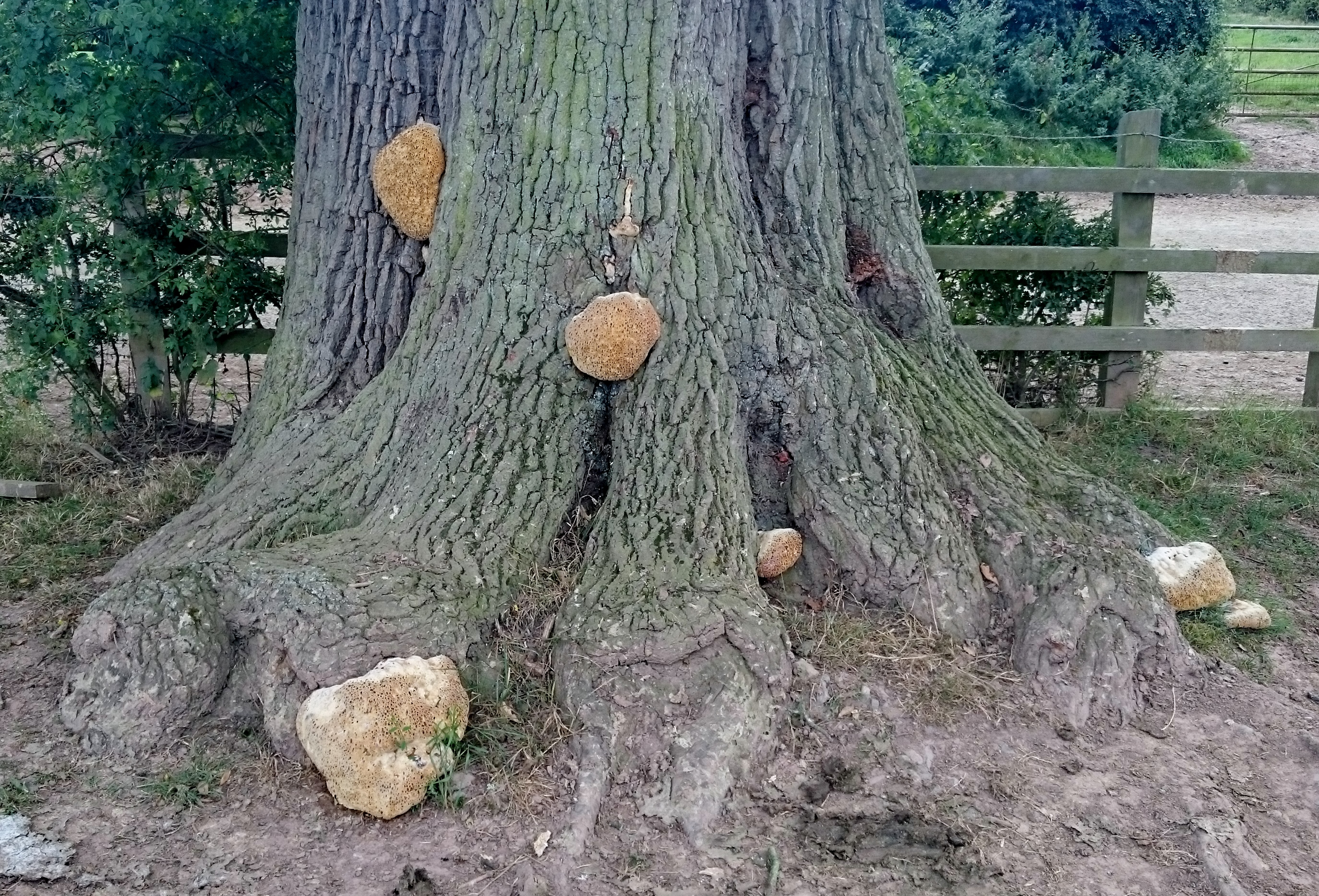
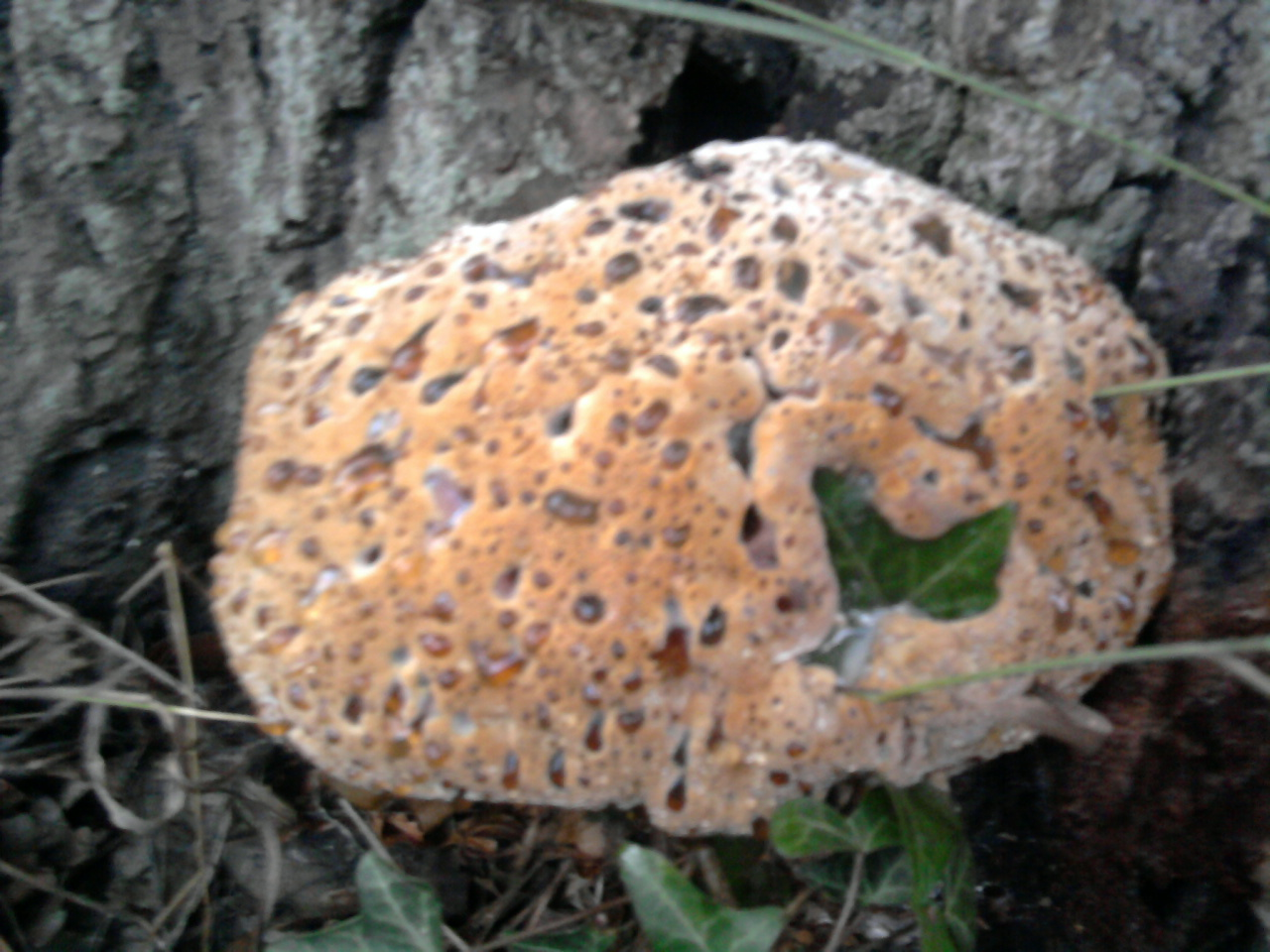
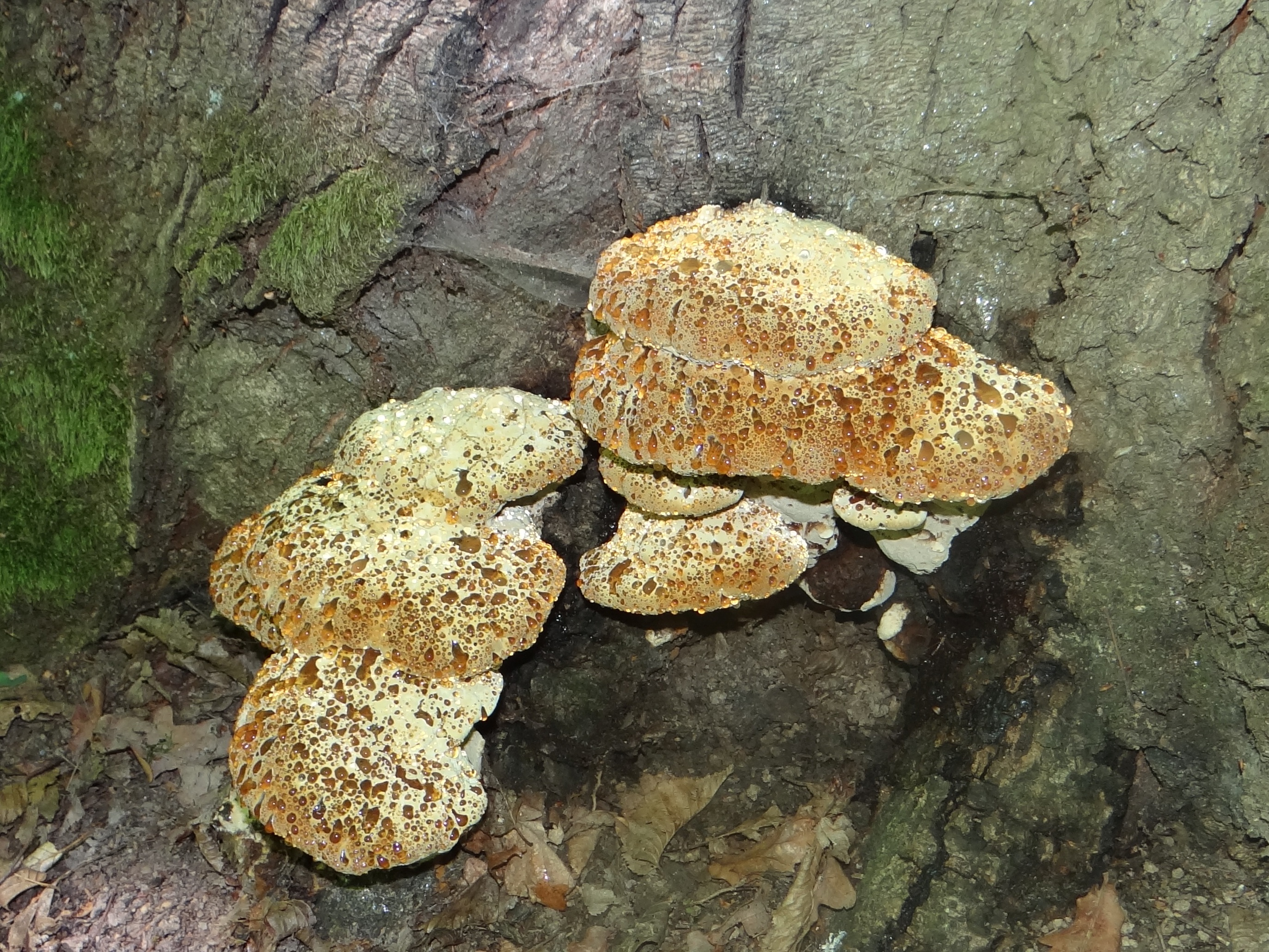
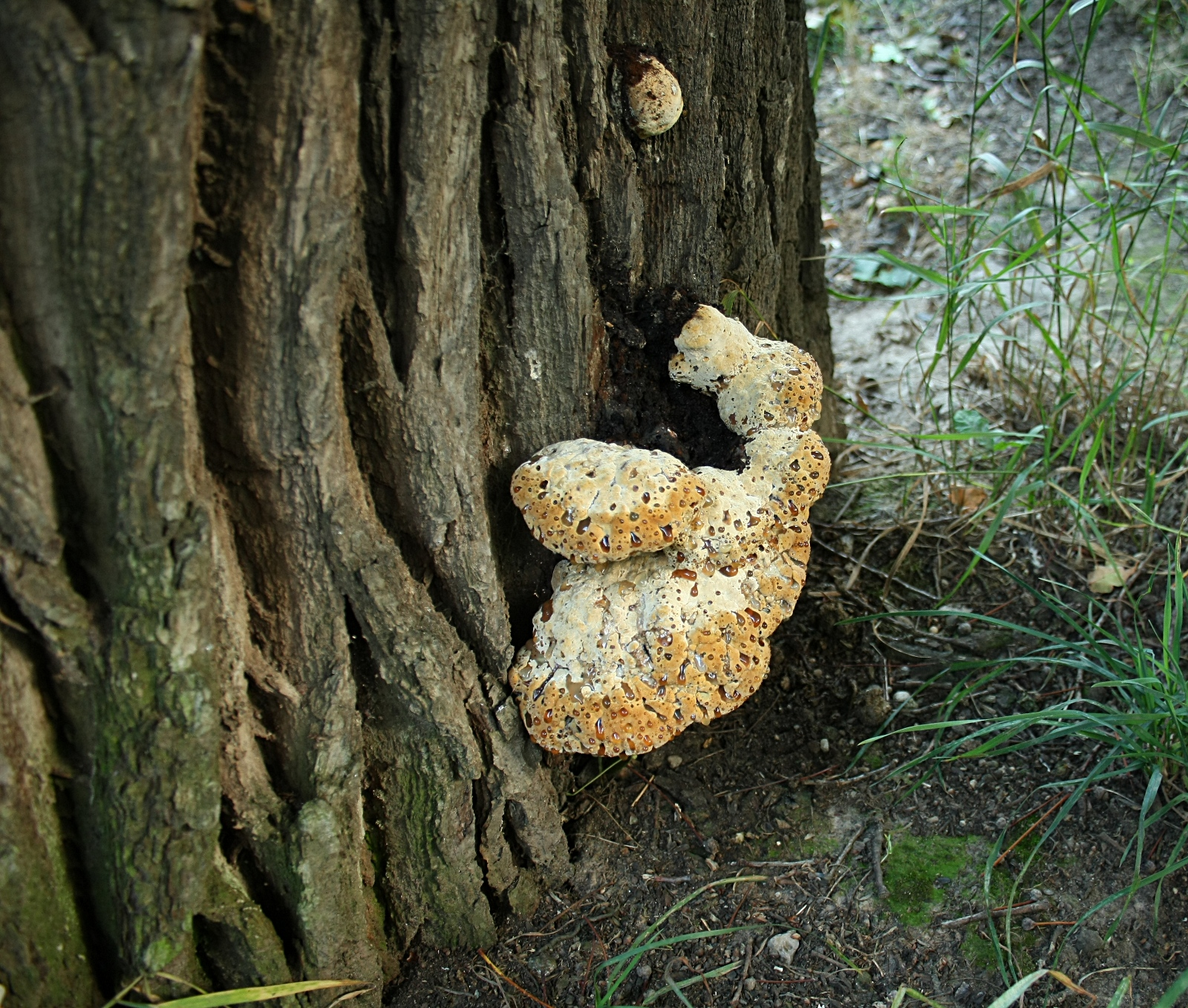
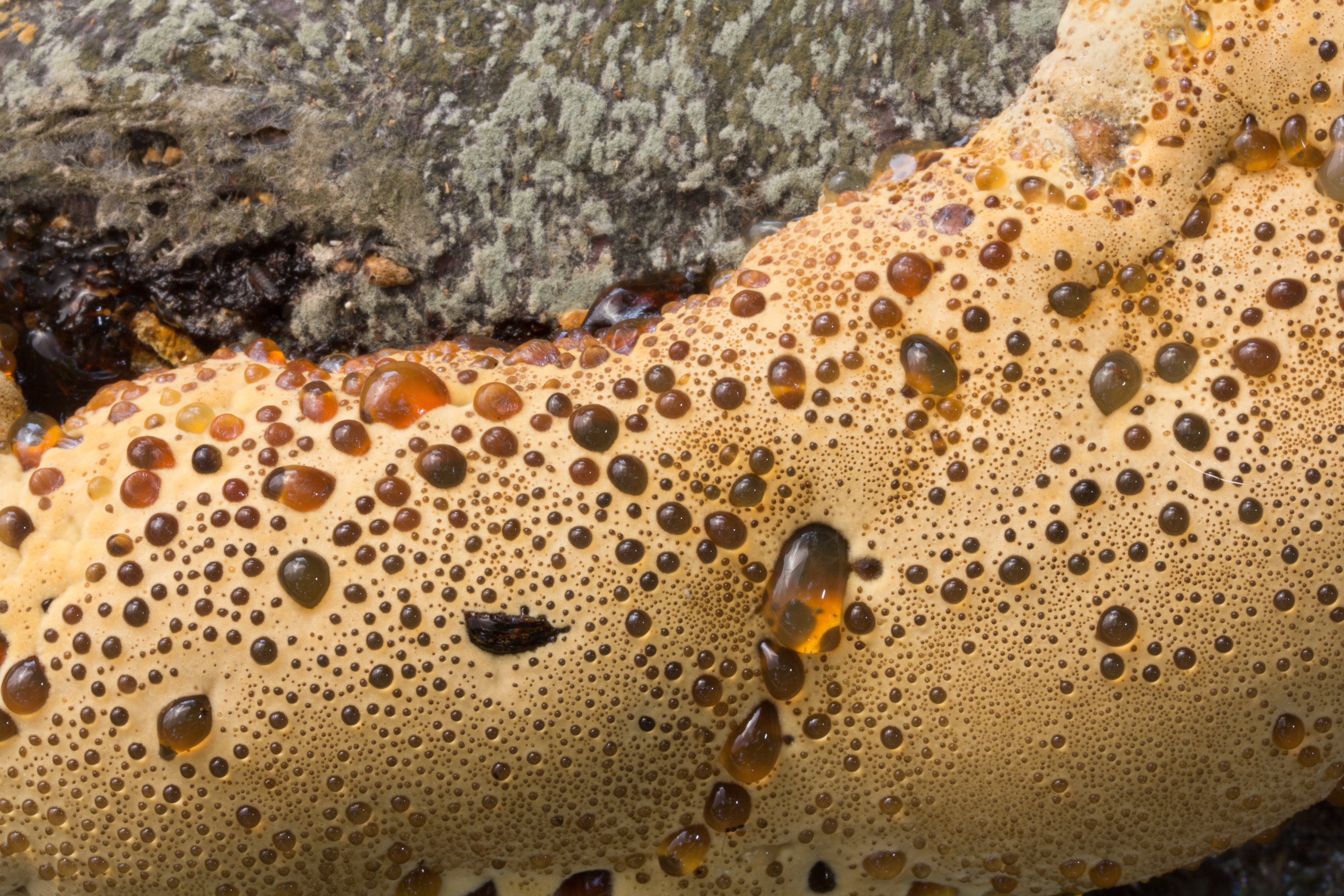